# Hiroyuki Fujikake

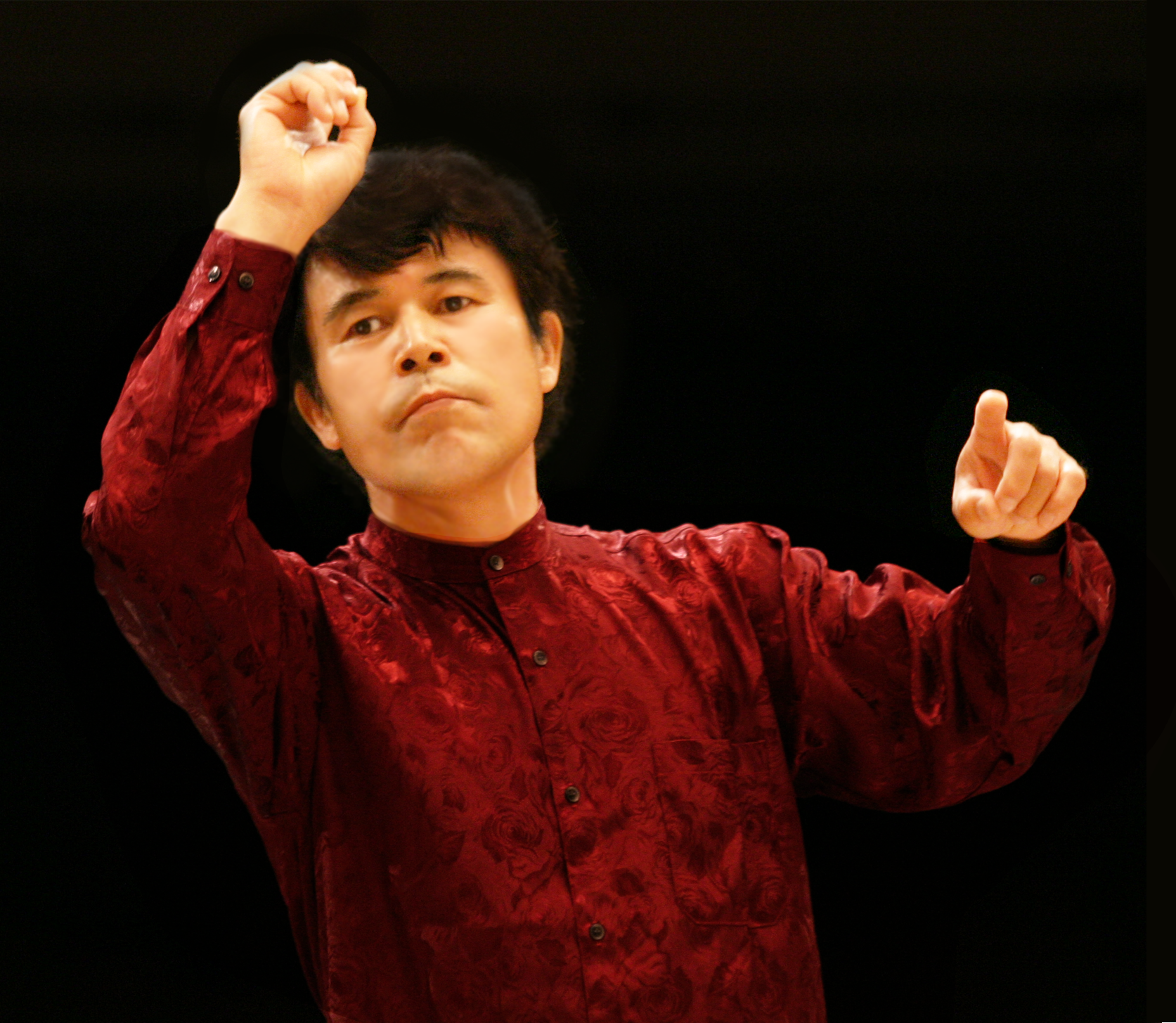
Hiroyuki Fujikake

Hiroyuki Fujikake (Japans: 藤掛 廣幸, Fujikake Hiroyuki), pseudoniem Hiro Fujikake (Prefectuur Gifu, 31 januari 1949) is een hedendaags Japans componist. 

## Leven
In 1964 begon hij met zijn muziekstudies aan de High school. Later ging hij na de Aichi Prefectural University of Fine Arts and Music in Aichi waar hij 4 jaren compositie studeerde om met de Bachelor af te sluiten. Maar hij studeerde verdere 3 jaar om het Master of Music te halen aan dezelfde universiteit. 
Sindsdien won hij talrijke prijzen voor zijn composities, zoals Ongakunotomo Composition Prize voor "Two Poems for Chorus" in 1970, de tweede prijs van de NHK Mainichi Music Competition voor "Threnody" in 1974, de All Japan Band Association's Test Piece Composition Prize voor "Concertino Overture" in 1975, de Japan Mandolin Union Composition Prize voor "Pastoral Fantasy" in 1975, eerste prijzen bij de Sasagawa competition voor "Nostalgic Rhapsody" in 1975 en voor "Chaconne" in 1976, de Japan Symphony Foundation's Composition Prize voor "The Song of Spring" in 1990 en vooral de grote prijs van de Koningin Elisabeth Wedstrijd in België voor het symfonische werk "The Rope Crest" in 1977.
Zijn compositorisch oeuvre wordt gekenmerkt door een brede variatie van symfonieën tot opera's over balletten, musicals, werken voor harmonieorkest, mandolineorkest en traditionele Japanse instrumenten, werken voor het radio, voor de televisie, de film en voor bijzondere gelegenheden zoals exposities en tentoonstellingen zoals de World Disign Exhibition in 1989 in Nagoya. 
Naast componist is hij ook uitvoerend artiest als bespeler van een synthesizer in zijn solo-orkest (een synthesizerorkest dat gestuurd en gecontroleerd wordt door computers). Maar meestal wordt hij begeleid door Japanse taikodrummers, mandolinspelers en spelers op Chinese muziekinstrumenten.
Samen met de fluitist James Galway heeft hij twee cd's opgenomen, waarvan een cd in 1990 in de Verenigde Staten vijf maanden in de Best 10 (Classical crossover section) in Billboard charts stond.
Hij is lid van het Project Committee van de Nippon Music Foundation.

## Stijl
In zijn werken hoort men een vereniging van oosterse en westelijke muziek. Soms integreert hij ook jazz- of rockmuziek. Ook natuurelementen vindt men in zijn werken, omdat hij als klein jongetje en zijn vroege jeugd in Higashi-shirakawa leefde, dat omgeven is van bergen en een rivier met helder water. 

## Compositie

### Werken voor orkest
- 1974 Threnody
- 1977 The Rope Crest
- 1988 The Spirit of Nature
- 1989 Hiroshima Spirit - As The Life of the New World voor orkest
- 1990 The Song of Spring
- 1993 Gifu symfonie voor orkest met Japanse taiko drums
- 2003 Spring Sprung
- 2004 Izumo symfonie voor orkest en synthesizer
  1. Andante Moderato Maestoso "Beginning"
  2. Andante cantabile con espressione "Love and Love"
  3. Allegro con fuoco "Encounter"
  4. Moderato Maestoso "Soar to the World"

### Werken voor harmonieorkest
- 1975 Concertino Overture
- 1975 Nostalgic Rhapsody
- 1976 Concert Overture
- 1976 Chaconne
- 1983 Hakuho Rhapsody
- 1991 Rock'n March
- 白鳳狂詩曲 (Hakuhou Rhapsody)

### Muziektheater

#### Opera's
| Voltooid in | titel                         | aktes   | première | libretto |
| 1997        | Sun Legend (The Vanished Sun) |         |          |          |
| 1997        | Calling from Underground      |         |          |          |
| 1999        | Song of Paper Making Girls    |         |          |          |
| 2003        | A Bean                        | 2 aktes |          |          |

#### Balletten
- 1988 Ah! Nomugi Toge, ballet

#### Musicals
- 1995 A Tale of Little Lives musical
- 1999 Bunna musical

### Koormuziek
- 1970 Two Poems for Chorus
- 1989 Hiroshima Spirit - As The Life of the New World voor gemengd koor, panfluit en solo orkest

### Werken voor gitaar
- 1999 Capriccio Sakura voor gitarenorkest

### Werken voor mandolineorkest
- 1974 Merchen No.1
- 1975 Pastoral Fantasy voor mandolinenorkest
- 1976 Merchen No.2
- 1976 8 Barades
- 1977 Jhongara pour l'orchestre de Mandolines
- 1978 Stabat Mater
- 1978 Poetical 2 pieces
- 1979 Serenade No.1
- 1979 Serenade No.2
- 1981 Grand Chaconne
- 1981 Ode for Spring
- 1982 Goh: A Chance Meeting voor mandolinenorkest en Japanse taiko drums
- 1983 Variations on "The Moon over the Ruined Castle"
- 1984 Ode for Dawn
- 1989 Song of Lives
- 1990 Tre Pick Prelude
- 1990 Angel Chorus
- 1994 Viva! Mandolin
- 1995 Muse Concerto
- 1995 Fantasia Kyushu
- 1996 Stars concerto
- 1998 Calling from Underground
- 1999 Capriccio Sakura voor mandolinenorkest
- 1999 Forest Symphony
- 1999 Aqua Rhythm
- 2001 Suite uit de opera "Song of Paper Making Girls"
- Suite uit de opera "Sun Legend (The Vanished Sun)"

### Elektronische muziek
- 1979 Galactic Symphony
  1. Prelude
  2. Allegro
  3. Adagio
  4. Allegro Scherzando
  5. Passacaglia
- 1984 Romance
- 1989 Synthesizer Fantasy
- 1992 Lotus Land in the Sky voor Solo Orchestra (synthesizer en computer)
- 1998 Full Blooming voor Solo Orchestra (synthesizer en computer)
- 2000 Wings to Eternity voor Solo Orchestra (synthesizer en computer)